# Lymantria kebeae
Lymantria kebeae is een nachtvlinder uit de familie van de spinneruilen (Erebidae), onderfamilie donsvlinders (Lymantriinae).
De soort komt voor  op Nieuw-Guinea.